# 小郷三朗
小郷 三朗（こごう さぶろう、1954年〈昭和29年〉8月27日 - ）は、日本の実業家。サントリー食品インターナショナル取締役会長。

## 略歴
大阪市出身、大阪教育大学附属高等学校池田校舎卒業。1977年（昭和52年）京都大学法学部卒業。サントリー入社、ウイスキーや飲料マーケティング、営業などに携わる。取締役、サントリーホールディングス常務取締役、2009年（平成21年）にサントリー食品インターナショナル専務取締役。2012年に副社長。2016年から代表取締役社長。2019年3月、代表取締役会長。2020年（令和2年）3月、取締役会長。

## 人物
ウイスキーから緑茶飲料『伊右衛門』まで、宣伝（プロモーション）の仕事を通算11年。マーケティングのプロとして業界で知られるが、産経新聞のインタビューで「これまでで印象に残った仕事」を尋ねられ、「目立った失敗という意味では1970年代に発売した炭酸飲料『サスケ』」。「当時、飲料市場シェア3割のコカ・コーラに対抗するために投入し、「キャッチコピーは『コーラの前を横切るヤツ』でした。本当に横切って終わってしまいました」。
サントリーの創業者、鳥井信治郎の口癖「やってみなはれ」を地で行き「山ほど失敗しました」結果「消費者サイドにたって伝えることを学びました」。その極意、デフレ進行で販売単価も下落傾向の飲料ビジネスで利益を出す方法とは、「各カテゴリーで商品を投入し、カテゴリー内で2位以内に入る」こと。3位以下になると価格で勝負する必要が生じて「商品力というよりは商品群力を持たないと利益を出すことは難しくなる」という。
そして、勝ち抜く極意として、従来の発想と異なる「新しいカテゴリー」を作り、他社が競争力のある強いジャンルで価格競争に巻き込まれぬように「売れ行き好調の特定保健用食品（トクホ）『伊右衛門特茶』のような、高付加価値の商品づくりに力を注」ぐといい、「かつて無料だったお茶も購入して飲むなど消費者の生活様式は様変わり」していることを踏まえれば、人口減少社会でも「容器のイノベーションなどわれわれが知恵を絞っていけば市場はまだまだ伸びる」としている。
プライベートでは、「妻も関西地方出身で、首都圏いながらも家では大阪弁」「お好み焼き、たこ焼きといった粉ものが大好きで、休日にはよく作ります」。
お笑いにうるさく。贔屓のお笑い芸人は吉本新喜劇の座長「すっちー」。自身の健康法は「自社グループ製品の『伊右衛門特茶』『超ウコン』『黒酢にんにく』『ザ・プレミアム・モルツ』『角ハイボール』を毎日欠かさず飲む」ことという。